# Adolf Wagner (historien)
Pour les articles homonymes, voir Adolf Wagner (homonymie) et Wagner.
Gottlob Heinrich Adolph Wagner (connu comme Adolf Wagner), né le 14 novembre 1774 à Leipzig et mort le 1er août 1835 à Großstädteln (Markkleeberg), est un historien de la littérature, dramaturge, traducteur et écrivain allemand.
Son frère aîné, Carl Friedrich Wagner (1770-1813), est le père du compositeur Richard Wagner (1813-1883).

## Biographie

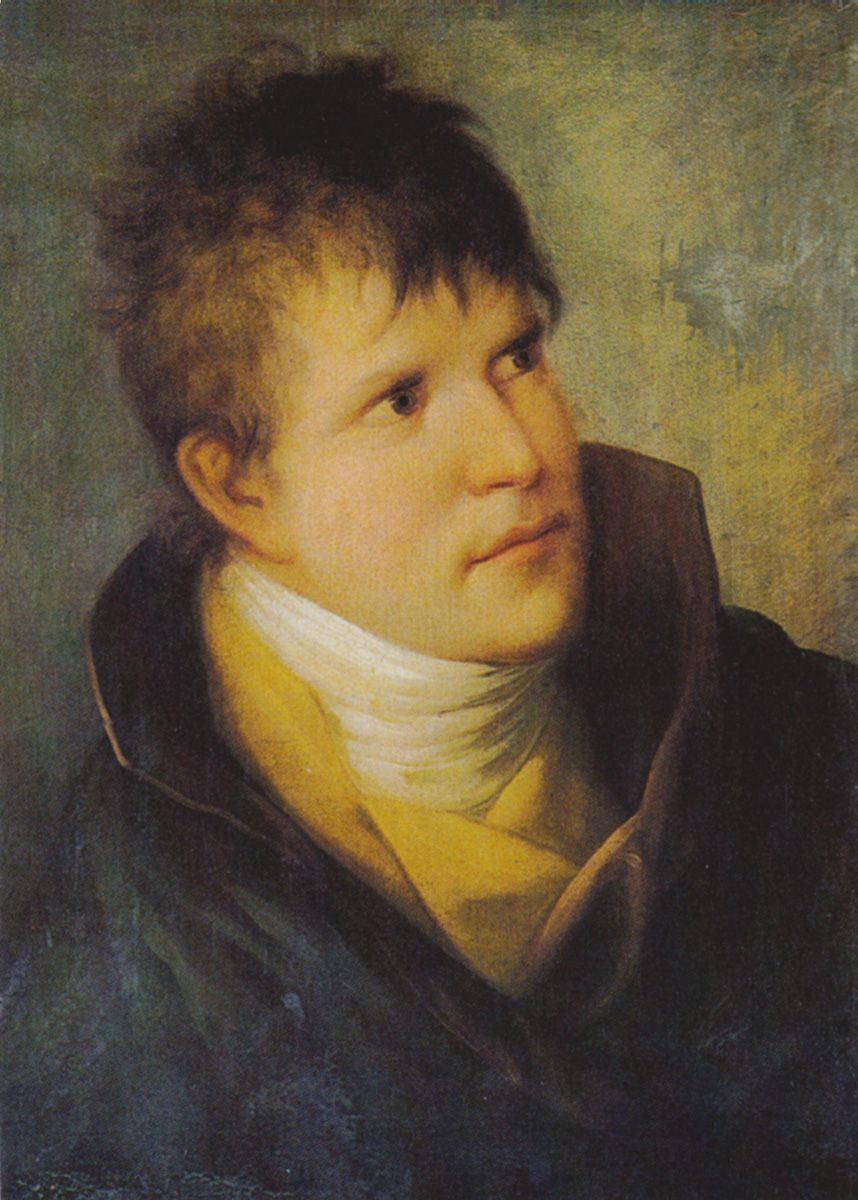
Adolph Wagner, portrait de jeunesse.

Adolph Wagner est le fils de Gottlob Friedrich Wagner, employé aux accises générales. Il habite avec sa famille dans la banlieue de Leipzig, dans la rue Sandgasse (nommée aujourd'hui la rue Seeburgstraße). Adolph Wagner fréquente l'école Saint-Thomas de Leipzig jusqu'en 1792, puis étudie la théologie et la philosophie à l'université de Leipzig. En 1798, il s'inscrit à l'université d'Iéna pendant deux semestres afin d'assister aux conférences de Johann Gottlieb Fichte (1762-1814). Il y rencontre Friedrich Schiller (1759-1805) et Ludwig Tieck (1773-1853).
Toujours à Leipzig et sans ressources, il préfère une vie d'érudit privé et d'écrivain indépendant à une carrière universitaire. Sa première œuvre date du début du XIXe siècle et consiste en six volumes sur la vie des réformateurs. Il maîtrise au moins huit langues et traduit, entre autres, des œuvres de Lord Byron, Walter Scott, Carlo Gozzi et Sophocle. En tant qu'éditeur, il s'occupe des écrits de Giordano Bruno, Dante Alighieri, Pétrarque, Robert Burns et Johann Gottfried Seume.
Wagner avait un grand cercle de connaissances. Outre les Lipsiens Johann Georg Keil (de) (1781-1857), Wilhelm Ambrosius Barth (de) (1790-1851), Heinrich Brockhaus (1804-1874) et Siegfried August Mahlmann (de) (1771-1826), il fréquentait également E.T.A. Hoffmann (1776–1822), Jean Paul (1763-1825) et Fouqué (1777-1843).
Vers 1806, il a une douloureuse fin de relation avec l'écrivain Wilhelmine Spazier (1777-1825). L'avocat et écrivain August Apel (de) (1771-1816) était un ami privilégié qui l'a probablement soutenu financièrement. Sur son domaine situé à Ermlitz près de Leipzig, Wagner dirige les représentations de ses propres pièces, qu'il publie sous le pseudonyme de Ralph Nym. Après la mort d'Apel en 1816, Wagner se retire de la vie sociale.
En 1824, Wagner est présenté à Goethe (1749-1832) à Weimar. En 1826, il lui dédie son édition critique Il Parnasso italiano au Dichterfürsten ("Poète des Poètes"), consacrée aux œuvres majeures de la littérature italienne. Goethe le remercie en lui offrant une coupe en argent gravée. L'Université de Marbourg lui décerne un doctorat honorifique pour ce livre.
À 49 ans, Adolph Wagner abandonne sa vie de garçon et se marie le 18 octobre 1824 avec Christiane Sophie Wendt (1792-1860), sa petite amie de longue date, qui est la sœur du professeur de philosophie Amadeus Wendt (de) (1783-1836). Le couple emménage dans la maison Zum Goldenen Hut. Wagner avait vécu précédemment avec sa sœur Friederike dans le bâtiment arrière de la Königshaus am Markt.
En 1827, son neveu, Richard Wagner, âgé de 14 ans, revient de Dresde à Leipzig. Son oncle Adolph devient sa figure paternelle spirituelle et lui parle de poètes connus, fait valoir son intérêt pour la musique et lui donne accès à sa vaste bibliothèque. Le jeune garçon découvre Tannhäuser, les légendes des Nibelungenlied et nordiques, qui sont ensuite devenus ses sujets de prédilection. En 1826, Adolph Wagner, dans son livre Theater und Publikum, appelle à une réforme du théâtre et cet écrit est également lu par le jeune Richard.
À la fin de sa vie, Adolph Wagner est invité à Gut Großstädteln, au sud de Leipzig, par le comte Peter Wilhelm von Hohenthal (1799-1859) qui porte un fort intérêt pour la littérature. C'est là qu'il meurt.